# Jeffrey Friedman (réalisateur)
Pour les articles homonymes, voir Jeffrey Friedman.
Jeffrey Friedman (né le 24 août 1951  à Los Angeles) est un réalisateur américain.

## Filmographie partielle
- 1989 : Common Threads: Stories from the Quilt coréalisé avec Rob Epstein (documentaire)
- 1995 : Celluloid Closet coréalisé avec Rob Epstein (documentaire)
- 2000 : Paragraphe 175 coréalisé avec Rob Epstein (documentaire)
- 2010 : Howl coréalisé avec Rob Epstein
- 2012 : Lovelace coréalisé avec Rob Epstein